# المجلة التونسية للجراحة
المجلة التونسية للجراحة (بالفرنسية: Tunisie chirurgicale) هي مجلة طبية جراحية تصدر باللغة الفرنسية منذ عام 1992 عن الجمعية التونسية للجراحة.